# Marseilles (Ohio)
Marseilles – wieś w Stanach Zjednoczonych, w stanie Ohio, w hrabstwie Wyandot.